# Người Chin
Người Chin (tiếng Miến Điện: ချင်းလူမျိုး; MLCTS: hkyang lu. myui:, phát âm [tɕɪ́ɴ lù mjó]) là một trong những dân tộc chính ở Myanmar, và một thiểu số ở đông Ấn Độ và Bangladesh .
Thực tế người Chin gồm nhóm với 37 nhóm địa phương khác nhau và một số có tên tự gọi khác. Nhóm địa phương lớn nhất của người Chin có tên tự gọi là người Zou (Zomi). Người Zomi và Yo sống ở phía bắc, người Lai ở vùng trung tâm, và người Shö ở phía nam.
Người Chin nói các ngôn ngữ Kuki-Chin, thuộc nhóm ngôn ngữ Kuki-Chin–Naga(?) của Ngữ hệ Hán-Tạng.
Người Chin là một trong nhóm 4 dân tộc sáng lập của Union of Myanmar (Liên bang Myanmar), là Chin, Kachin, Shan và Bamar .
Tại Myanmar người Chin chủ yếu sống ở bang Chin , và một số ở các vùng Bago, Ayeyarwady, Magwe, Sagaing và bang Rakhine. Tại Ấn Độ họ sống ở các bang Nagaland, Mizoram, Manipur và Assam và được gọi là người Kuki. Tại Bangladesh họ sống ở phân khu Chittagong.
Ý nghĩa tên gọi "Chin" là vấn đề tranh cãi. Các học giả đã đề xuất nhiều lý thuyết khác nhau mà không có sự đồng ý nào đạt được. Số cho rằng có nguồn gốc từ tiếng Hoa, có lẽ từ jēn (人). Từ "Kuki" thì xuất phát từ tiếng Bengal. Trong thời kỳ thuộc Anh (British era), người Anh đã sử dụng thuật ngữ ghép "Chin-Kuki-Mizo" để nhóm những người nói những tiếng Kuki, và Chính phủ Ấn Độ thừa kế điều này .
Các nhà lãnh đạo dân tộc chủ nghĩa người Chin ở bang Chin Myanmar đã phổ biến thuật ngữ "Chin" sau sự độc lập của Myanmar khỏi Anh . Gần đây, từ "Chin" đã bị một số người ủng hộ Zomi từ chối . Một số người theo chủ nghĩa dân tộc Zomi hiện nay cho rằng "Chin" có nghĩa là sự thống trị của Paite tinh tế của bản sắc Chini, Kuki và Zomi, mà các nhóm khác như người Hmars, Zou (Zomi), Anals và Koms không thể sử dụng .